# Nyžnij Studenyj
Nyžnij Studenyj, ukrajinsky Нижній Студений, dříve Студений Потік,  maďarsky Alsóhidegpatak,  je obec v Pylypecké venkovské komunitě (ukrajinsky: Пилипецька сільська громада). Leží v okrese Chust, v Zakarpatské oblasti Ukrajiny. V roce 2001 zde žilo 1 124 obyvatel.

## Historie
První písemná zmínka pochází z roku 1612, kdy ves byla uvedena pod názvem Ztudina. V roce 1653 byla ves uvedena pod názvem Hydeghpathaka. Dále byla ves uváděna pod těmito názvy: 1851: Hidegpatak, 1877: Hidegpatak (Alsó- és Felső-), Sztudevoje, 1882: AlsóHidegpatak, 1913: Alsóhidegpatak, 1925: Nižni Studenoje, Nižné Studenoje, 1944: Alsóhidegpatak, Нижнее Студеное, 1983: Нижній Студений, Нижнuй Студеный.
Do uzavření Trianonské smlouvy byla obec součástí Uherska, poté byla, pod názvem Studenoje Nižní, součástí první československé republiky, byl zde obecní notariát a  četnická stanice. V roce 1921 zde stálo 216 domů a žilo 1184 obyvatel, z toho 1020 Rusínů, 153 Židů, 5 Čechů a Slováků a 1 Maďar. Od roku 1945 byla součástí Ukrajinské sovětské socialistické republiky, která byla součástí SSSR. Od roku 1991 je součástí nezávislé Ukrajiny. 

## Církevní stavby
- Chrám Zvěstování Matky Boží, z roku 1812
- Chrám Nanebevstoupení Páně, z roku 1926
- Chrám sv. Mikuláše se zvonicí, z 18. století, ukrajinská národní kulturní památka[3]